# Royaume d'Yvetot
 (mai 2021).
 (mai 2021).
- Si vous ne connaissez pas le sujet, laissez ce bandeau (vous pouvez alors contacter les auteurs).
- Si vous supprimez le contenu mis en cause (vous pouvez préalablement contacter les auteurs),

argumentez précisément cette suppression dans la page de discussion
(un manque de référence n'est pas un argument ; une recherche réelle de référence doit avoir été effectuée, être formellement documentée).
IXe siècle – 1555
Entités suivantes :
- Royaume de France

Le royaume d'Yvetot est un alleu souverain dont les seigneurs ont pris le titre de roi.
Le royaume n'existe plus officiellement depuis 1555 mais subsiste territorialement en tant que principauté jusqu'en 1789.

## Territoire
Le territoire correspondant à cette principauté dépassait les limites actuelles de la ville d'Yvetot puisqu'il comprenait alors les paroisses de Saint-Clair-sur-les-Monts, Sainte-Marie-des-Champs et Écalles-Alix.

## Légendes fondatrices
Selon une légende, rapportée par Robert Gaguin, Gautier d'Yvetot, chambrier du roi Clotaire Ier, fuit la cour de celui-ci, dont il s'est attiré l'inimitié. Après une absence de dix ans, il revient se jeter aux pieds de son roi, muni de lettres de recommandation du pape et Clotaire le tue de sa propre main dans l'église de Soissons le jour du Vendredi Saint. Le pape Agapet Ier menace alors le roi de l'excommunier. Pour prévenir ses foudres, Clotaire érige en faveur des descendants de Gautier, leur seigneurie d'Yvetot en royaume.

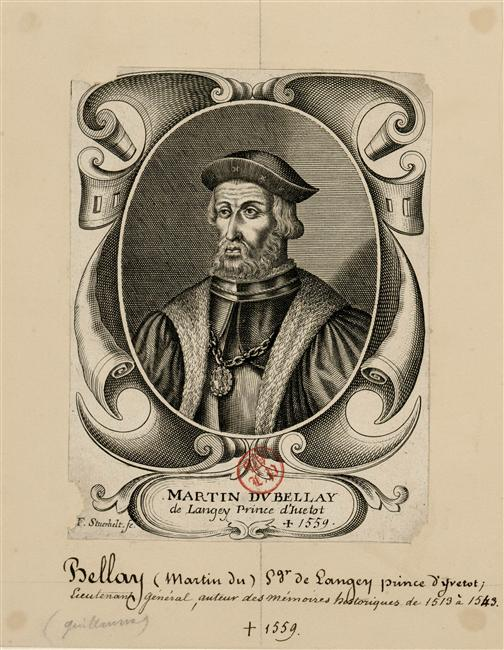
Martin II roi d'Yvetot

Une autre origine est donnée en 1904 dans la revue « Gotha français », organe officiel de l'Institut national héraldique français,, selon laquelle « Guillaume le Conquérant en débarquant on Angleterre, fit une chute qu'il expliqua par ces mots : « Je viens de prendre possession de la terre que je dois conquérir ». Or. cette présence d'esprit n'était pas spontanée, puisque sa réflexion avait été soufflée au duc de Normandie par son bouffon, Ansfeld. Guillaume n'était pas ingrat : il paya ce bon mot d'un royaume et la descendance d'Ansfeld fut appelée à régner sur Yvetot et ses dépendances. L'histoire, impartiale, a enregistré les hauts faits de ces petits souverains. C'est ainsi que Martin Ier, au XIVe siècle, lève une armée, rend visite à son cousin, le roi de France, frappe monnaie à son effigie, etc. Allez à Cluny. vous y verrez une médaille représentant Martin assis sur son trône et conférant la chevalerie à un aubergiste nommé Boliée. Malheureusement pour Martin Ier, le roi de France eut la fatale idée de rendre sa visite à « son cousin » d'Yvetot. Charles VI arriva avec une telle suite que tout dans le royaume fut dévoré. Aussi, quand le roi de France repartit, emmenant ses nobles, le pauvre Martin Ier, complètement ruiné, dut liquider. Ce fut la fin de sa dynastie. Le 2 mai 1401, Martin cède sa royauté à Pierres de Villaines, riche homme de loi à Rouen, dont les pouvoirs sont reconnus par le roi de France. Villaines devenu Pierre Ier. soutient la tradition. Il porte secours à Charles VII et se voit banni de ses États par les Anglais pour avoir aidé Jeanne d'Arc. Le roi de France le rétablit, bien entendu, sur son trône avec tous ses droits. Franchissons deux siècles et nous trouvons un Martin II de Bellay, grand ami du roi de Navarre, quoique bon catholique. En 1592, Henri IV, qui marche contre le duc de Mayenne, arrive à Yvetot. Il s'amuse à faire la conquête de ce minuscule royaume. Ce simulacre de guerre dure une heure et se termine par une invitation à dîner du roi Martin. Le roi Henri accepte et mange « force lard et poulets rôtis ». Henri IV, devenu un des plus puissants rois du monde, n'oublie pas son ami Martin II. Il l'invite à la cour et veut que les honneurs souverains lui soient rendus. « C'est un petit roi, messieurs, dit-il aux courtisans railleurs, mais c'est un roi tout de même ». On raconte que Louis XIV lui-même ne craignit pas de reconnaître officiellement la souveraineté de « son cousin » minuscule. Un jour que le Grand Roi traversait en carrosse la principale rue d'Yvetot, un officier lui adressa la parole, en l'appelant : « Sire ! » — « Ignorez-vous, monsieur, dit Louis en riant, que je ne suis pas Sire, ce titre appartient à mon frère d'Yvetot. » Grave motif à philosopher : un roi de chanson et d'opéra comique payant de sa tête les honneurs souverains que lui reconnurent pour rire ses « cousins » les puissants rois de France ».

## Histoire
La chronique de Fontenelle du IXe siècle ne cite pas ce lieu.
Les origines du royaume d'Yvetot restent obscures et de nombreuses hypothèses ont été avancées. Le nom d'Yvetot est cité pour la première fois en 1021, dans une charte de donation du duc de Normandie Richard II aux religieux de l'abbaye de Saint-Wandrille où la terre d'Yvetot est citée comme fief des ducs de Normandie.
Ainsi, en 1066, époque de la conquête de l'Angleterre par Guillaume le Conquérant, les annalistes mentionnent un sieur d'Yvetot du nom de Jean comme faisant partie des nombreux seigneurs normands qui se trouvèrent à la bataille d'Hastings.
En 1147, Gaulthier d'Yvetot accompagne à la croisade Henri II, duc de Normandie et roi d'Angleterre.
En 1152, ce même Gaulthier cède à l'abbaye Saint-Wandrille les deux tiers de la dîme de son église.
Le royaume est confirmé officiellement par un arrêt de l'échiquier de Normandie rendu en 1392 qui donne le titre de roi au seigneur d'Yvetot.
En octobre 1464, par ses lettres patentes, le roi Louis XI (1423-1483) confirme les droits de la seigneurie d'Yvetot.
Dans une lettre patente de mai 1543, François Ier déclare nulle la saisie du fief d'Yvetot faite par le bailli de Caux.
Le parlement de Normandie voyait d'ailleurs depuis longtemps d'un œil jaloux[réf. nécessaire] les rois d'Yvetot jouir du privilège du dernier ressort et, après maintes tentatives vaines pour les en dépouiller[réf. nécessaire], il finit par obtenir d'Henri II, en 1555, des lettres de jussion qui leur enlevèrent cette royale immunité.
De ce moment, Yvetot n'est plus un royaume puisque, sans le droit de justice souveraine, il ne saurait y avoir de véritable royauté.
Aussi, depuis cette époque et jusqu'en 1789, les seigneurs d'Yvetot prennent simplement la qualité de prince dans les actes publics ou privés, encore bien que, par habitude, on continue à leur donner celle de roi.
Ce territoire reste une principauté jusqu'en 1789, après quoi il est rattaché à la France.

### Seigneurs, rois puis princes d'Yvetot
Une liste sourcée des principaux seigneurs d'Yvetot a été établie en 2013 par les Archives départementales de la Seine-Maritime ; (cf. aussi ).
 Famille d'Yvetot (Blason : D'azur, à la bande d'or, accompagnée de deux cotices du même).
- Huon d'Yvetot
- Hellin d'Yvetot (992 - †1043)
- Hellin d'Yvetot (1024 - †1079)
- Auffroy d'Yvetot (†1050), sieur d'Yvetot
- Robert d'Yvetot (1085 - †1148), seigneur d'Yvetot
- Jean Ier d'Yvetot (1110 - †1165), seigneur d'Yvetot et de Yerville
- Gaulthier d'Yvetot (1140 - †1197), seigneur d'Yvetot et de Auzebosc
- Richard d'Yvetot (1175 - †1234), seigneur d'Yvetot et de Touffreville
- Richard d'Yvetot (1218 - †1276), seigneur d'Yvetot et de Touffreville
- Jean II d'Yvetot (1250 - †1297), seigneur et châtelain d'Yvetot, seigneur d'Auffargis
- Jean III d'Yvetot (1282 - †1352), sire et comte d'Yvetot, seigneur d'Auffargis, de Taillanville et de La Rivière-Bourdet
- Jean IV d'Yvetot, roi d'Yvetot (vers 1372)
- Martin d'Yvetot, roi d'Yvetot (fils du précédent)

 Famille de Villaines
- Pierre Ier de Villaines dit "le Bègue", († av. 1413) roi (prince) d'Yvetot, chambellan du roi de France, achète Yvetot vers 1401.
- Pierre II de Villaines († en 1415 à Azincourt) (fils du précédent).
- Pierre III de Villaines.

 Confisqué par les Anglais, John Holland, maire de Bordeaux, devient roi d'Yvetot
 Famille Chenu (Blason : coupé, en chef d'argent à six fleurs de lys d'azur en orle ; en pointe, d'azur au lion d'or, semé de fleurs de lys de même)
- Guillaume Ier Chenu (†av. 1465), chevalier, roi d'Yvetot, capitaine de Harfleur puis de Pontoise, chambellan de Louis XI. Héritier collatéral de la maison de Villaines
- Jacques Ier Chenu (†1485), roi d'Yvetot, seigneur de Saint-Aignan (fils du précédent)
- Jehan Baucher Ier (†1500), roi d'Yvetot, seigneur de la Forest, conseiller et chambellan du roy (2e époux de la veuve de Guillaume Chenu, sans descendance)
- Perrot (Pierre Ier) Chenu (†1500, frère de Jacques Chenu) reprend les terres dès 1498, roi d'Yvetot, seigneur de Saint-Clair-sur-les-Monts et autres lieux, capitaine de Péronne pour le roi Louis XII
- Pierre Chenu (mineur en 1503), roi d'Yvetot, seigneur du Portereau (fils du précédent)

 Famille du Bellay (de Langey)
- Martin II de Bellay (1494-†1559), roi d'Yvetot, seigneur de Langey, ambassadeur de François Ier et gouverneur de Normandie devint roi par son mariage avec Isabeau Chenu (1518-†1589).
- Marie du Bellay, princesse d'Yvetot (fille du précédent)

 Famille du Bellay (de Gizeux)
- Marie du Bellay, princesse d'Yvetot, fille de Martin de Bellay et Isabeau Chenu avec Jean Louvel de Janville Conseiller d'Henri IV
- Jeanne Louvel de Janville (fille du précédent) avec Guillaume Massif des Carreaux

 Famille d'Appelvoisin
- René d'Appelvoisin, prince d'Yvetot Par son mariage avec Anne du Bellay, fille de René du Bellay, cousin de Martin du Bellay
- Marie d'Appelvoisin, princesse d'Yvetot (fille du précédent)

 Famille de Crevant
- Bonaventure-Claude, marquis de Crevant (1627-†1676 ; cousin germain de Louis III de Crevant, le père du maréchal d'Humières), prince d'Yvetot, seigneur de Bruilles par son mariage avec Marie d'Appelvoisin
- Julie Françoise de Crevant (1670-†1698), princesse d'Yvetot (fille du précédent)

 Famille d'Albon de Saint-Forgeux
- Camille d'Albon de Saint-Forgeux (ru) (1663-†1729), prince d’Yvetot (mari de Julie de Crevant)
- Julie Claude Hilaire d'Albon de Saint-Forgeux (1695-1748, fille du précédent), qui épouse le 16 février 1711, au Château d'Avauges à Saint-Romain-de-Popey, (Rhône), Claude d'Albon de Galles, comte de Saint-Marcel-d'Urfé (1687-1772). Elle fut la mère de :
  - Diane d'Albon (1716-1773), fille légitime, qui épouse le 18 novembre 1739, Saint-Pierre-le-Vieux, Lyon, Gaspard Nicolas de Vichy (1699-1781)
  - Julie de Lespinasse (1732-1776), née d'une liaison de Julie avec Gaspard Nicolas de Vichy, futur gendre en 1739 de ladite Julie d'Albon.

 Famille d'Albon de Galles
- Claude (ru), comte d’Albon de Galles (1687-†1772) IIe du nom, prince d’Yvetot à la mort de sa femme Julie Claude Hilaire d’Albon de Saint-Forgeux (fille de Camille d’Albon de Saint-Forgeux, ci-dessus), marquis de Saint-Forgeux, seigneur de Saint-Marcel, de Cezay, de Nolieu, de Largentière, de La Forêt et autres lieux.
- Camille-Alix-Eleonor-Marie (ru), comte d'Albon (1724-1789), prince d'Yvetot, marquis de Saint-Forgeux (fils du précédent)
- Claude-Francois-Camille (ru), comte d'Albon (1753-†1789), prince d’Yvetot (fils du précédent) — dont la descendance revendique des droits (très théoriques) sur l'ancien royaume d'Yvetot[13].

## Culture
Ce territoire a inspiré la chanson Le Roi d'Yvetot de Pierre-Jean de Béranger qui fut très populaire au XIXe siècle.